# Dactyloctenium buchananensis
Dactyloctenium buchananensis är en gräsart som beskrevs av Bryan Kenneth Simon. Dactyloctenium buchananensis ingår i släktet knapphirser, och familjen gräs. Inga underarter finns listade i Catalogue of Life.